# ملوية فأرية
ملوية فأرية (بالإنجليزية: Helicobacter muridarum)‏ هي نوع من البكتيريا، سلبية الغرام، تتبع الملوية.